# Poeuilly

Pœuilly este o comună în departamentul Somme și regiunea Hauts-de-France din nordul Franței. 

## Geografie
Pœuilly este situată pe drumul D1029, la aproximativ 14 km vest-nord-ves de Saint-Quentin.

## Demografie
| An           | Pop. | ±% p.a. |
| ------------ | ---- | ------- |
| 1968         | 88   | —       |
| 1975         | 86   | −0.33%  |
| 1982         | 75   | −1.94%  |
| 1990         | 107  | +4.54%  |
| 1999         | 105  | −0.21%  |
| 2007         | 103  | −0.24%  |
| 2012         | 106  | +0.58%  |
| 2017         | 121  | +2.68%  |
| Sursa: INSEE |      |         |